# Péninsule de Kopli
La péninsule de Kopli, estonien : Kopli poolsaar, est une péninsule située sur la côte du golfe de Finlande à Tallinn en Estonie. 

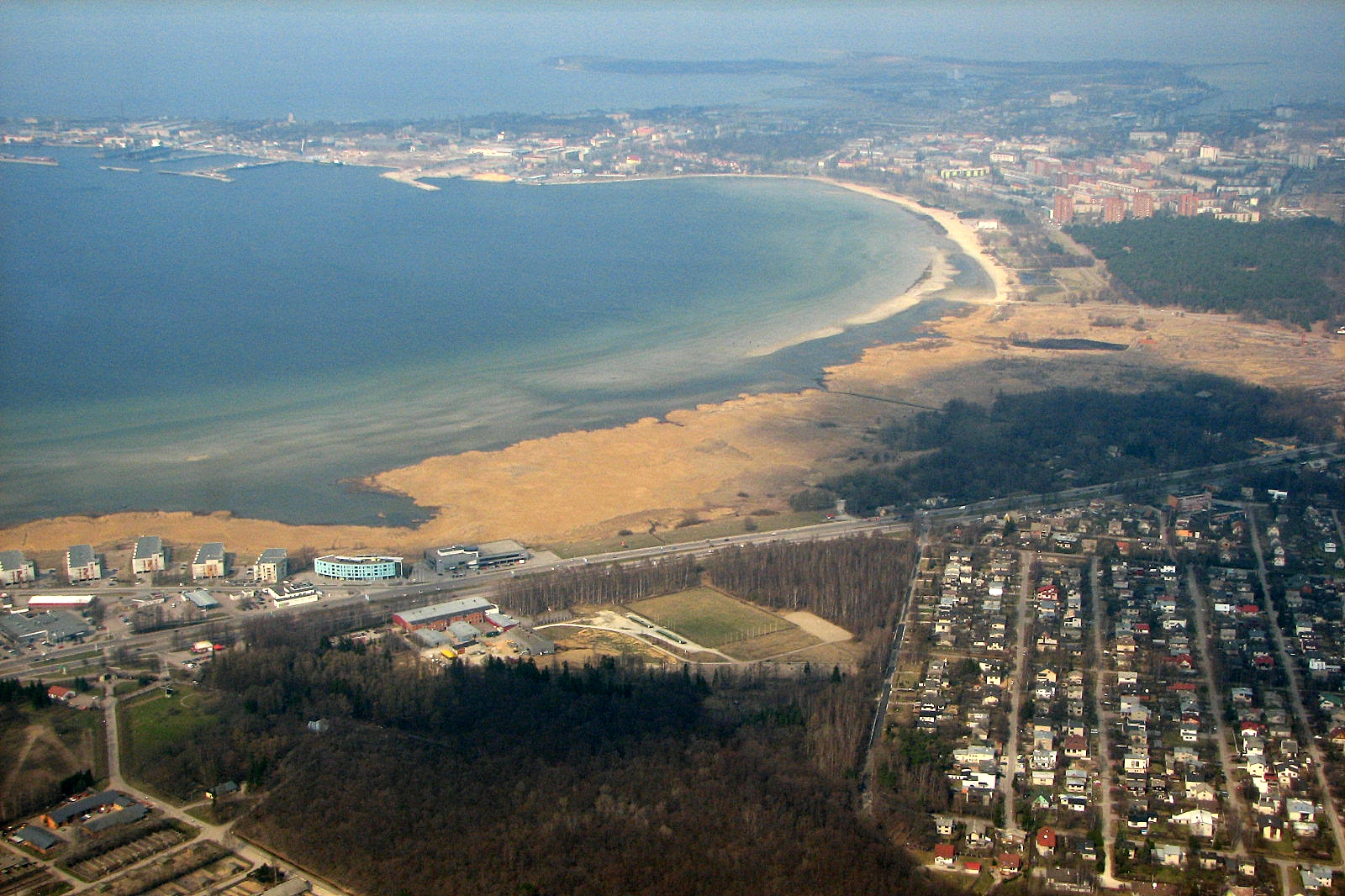
La baie de Kopli et la péninsule de Kopli.

## Géographie
La péninsule mesure 3 km de long et a une largeur maximale de 1,5 km.
Elle fait partie de la baie de Tallinn.